# Seznam klášterů trapistek
Toto je seznam klášterů trapistek, tedy ženského řádu cisaterciaček přísné observance. V seznamu jsou uvedeny existující i zaniklé kláštery.

## Seznam
Angola
- Klášter Huambo

 Belgie
- klášter Brialmont, Tilff
- klášter Soleilmont/Fleurus
- převorství Panny Marie Bocholt

 Česko
- Klášter Naší Paní nad Vltavou Poličany

 Ekvádor
- klášter Panny Marie Paraiso

 Francie
- opatství Panny Marie Radostné Campénéac
- opatství Panny Marie Baumgarten
- klášter Laval
- klášter Panny Marie Bonneval,
- klášter Anduze
- klášter Blouvac
- Klášter Chambarand/Roybon (zrušen roku 2019)
- Klášter Gardes/Chemillé-en-Anjou

 Chile
- Klášter Quilvo/Curicó

 Irsko
- klášter Glencairn, Lismore, hr. Waterford

 Itálie
- klášter Valserena, Guardistallo (PI)
- Klášter Vitorchiano, Viterbo

 Japonsko
- Klášter Nasu
- Klášter Imari
- klášter Nišinomija, Hjógoken
- klášter Tenšien, Hakodate

 Kanada
- Klášter trapistek Québec

 Konžská demokratická republika
- klášter Panny Marie Mvanda

 Madagaskar
- klášter Panny Marie Ampibanžinana

 Macao
- Klášter trapistek Makao, Macao

 Německo
- opatství Panny Marie míru v Dahlemu v Eifelském kraji
- opatství Mariawald, Heimbach
- klášter Klause Egg v Heiligenbergu nedaleko Bodamského jezera
- klášter Gethsemani poblíž obce Dannenfels u Donnersbergu v Severní Falci

 Nizozemsko
- opatství Konigsoord.
- klášter Panny Marie Arnhem

 Norsko
- klášter Tautra/Frosta

 Rwanda
- klášter Clarté-Dieu, Murhesa
- klášter Kibungo

 Spojené království
- klášter Svatého Kříže, Whitland

 Spojené státy americké
- Opatství svaté Rity Sanoita
- klášter Crozet (Virginie)
- Klášter Mississippi, Dubuque
- klášter Redwoods, Whitehorn (Kalifornie)
- klášter Wrentham, Wrentham (Massachusetts)

 Španělsko
- klášter Armenteira
- klášter La Palma (La Palma, Cartagena)
- klášter Panny Marie, Carrizo de La Ribera (León)
- klášter svaté Anny, Ávila
- klášter Tulebras, Tulebras (Navarra)

 Švýcarsko
- klášter Géronde, Sierre
- klášter Romont